# Subaru Park
El Subaru Park es un estadio multipropósito ubicado en Chester, Pensilvania, Estados Unidos. Es la sede del equipo de la Major League Soccer, Philadelphia Union.
Durante varios años, la Major League Soccer había mostrado interés en entrar al mercado de Filadelfia, con muchas promesas del Comisionado Don Garber, quien llegó a declarar: "No es una cuestión de si sino de cuándo Filadelfia tenga un equipo". En un principio, se planteó la posibilidad de edificar el estadio en la ciudad de Bristol, Pennsylvania, cerca de Filadelfia, pero los planes no se concretaron. Otra opción fue propuesta por la Universidad de Rowan, cerca de su campus en Glassboro, Nueva Jersey. Sin embargo, la financiación del estado de Nueva Jersey se perdió en el año 2006.
Después de muchos meses de negociaciones, en octubre de 2007 el condado de Delaware anunció la aprobación del financiamiento. El condado de Delaware será propietario de los terrenos y del estadio, y el equipo será titular de los derechos del nombre. El organismo Delaware Sports Authority, fundado para este propósito, pagó 30 millones de dólares usando impuestos obtenidos por el funcionamiento del Hipódromo Harrah's Chester y un casino. Otros $80 millones fueron donados por inversores privados.